# 維利沙納 (哈爾科夫州)
49°47′1″N 37°47′48″E / 49.78361°N 37.79667°E
維利沙納（烏克蘭語：Вільшана）是位於烏克蘭東部的村莊，由哈爾科夫州庫皮揚斯克區的德沃里奇纳市镇負責管轄。該村始建於1699年，面積5.77平方公里，海拔高度108米，2001年人口1,500，人口密度每平方公里260.2人。该村在2022年2月24日被俄罗斯军队占领，且是2022年哈尔科夫反攻期间，乌克兰军队未能收复的少数村庄之一。